# کلاه‌سفید
کلاه‌سفید (نام علمی: Caladenia angustata) نام یک گونه از سرده ارکیده‌های عنکبوتی است.